# Domaso
Domaso (Dumaas in dialetto comasco, AFI: /duˈmaːs/) è un comune italiano di 1 393 abitanti della provincia di Como in Lombardia. Si trova a 52 km dal capoluogo e fa parte della Comunità montana Valli del Lario e del Ceresio.

## Geografia fisica
Domaso, che si trova nella zona nord-occidentale del Lago di Como, si sviluppa tra la zona della foce del torrente Livo e i fianchi del Sasso Pelo.

## Storia
Da Domaso, in epoca romana, passava la via Regina, strada romana che collegava il porto fluviale di Cremona (la moderna Cremona) con Clavenna (Chiavenna) passando da Mediolanum (Milano).
Gli annessi agli Statuti di Como del 1335 riportano Domaso come il comune che, all'interno della pieve di Gravedona, ha in carico la manutenzione del tratto della Via Regina da ”… predicto tramite usque ad medium molum de Vercana”.
Ai tempi del Ducato di Milano, dalla fine del XV secolo il comune di Domaso seguì per circa tre secoli il destino del feudo delle cosiddette "Tre Pievi superiori" di Dongo, Gravedona e Sorico.
Tra il 1634 e il 1640 il governatore e filantropo Luigi Panizza ricostruì la chiesa di San Bartolomeo, il convento e in quella chiesa fece costruire una cappella dove fece seppellire e fondò anche due scuole, con gli stipendi dei rispettivi maestri.
Nel 1751 il territorio del comune di Domaso comprendeva già i cassinaggi di Maglio, “Primo Molino”, “Secondo Molino”, “Terzo Molino”, Gaggio e “Pozzolo discosto”.
Un decreto di riorganizzazione amministrativa del Regno d'Italia napoleonico datato 1807 sancì l'accorpamento di Vercana nel comune di Domaso, decisione che fu tuttavia revocata con la Restaurazione.
Una riaggregazione del comune di Vercana avvenne nel 1928, quando il territorio di Domaso venne esteso anche al soppresso comune di Livo. Entrambi i comuni vennero poi ricostituiti nel 1950.

### Simboli
Lo stemma comunale, privo di formale decreto di concessione, deriva da un affresco del secolo XVII dipinto su un palazzo sede delle truppe spagnole di stanza al forte di Fuentes, nel Pian di Spagna. La figura principale è la croce d'argento della città di Como, affiancata dal coltello d'argento, strumento del martirio di san Bartolomeo, patrono del paese, e dal bastone prepositurale conservato nella chiesa Collegiata di Domaso, simbolo del cammino di evangelizzazione. In punta, le lettere con il segno di abbreviazione ribadiscono la denominazione della comunità di Domaso.
Il gonfalone è un drappo di azzurro.

## Monumenti e luoghi d'interesse

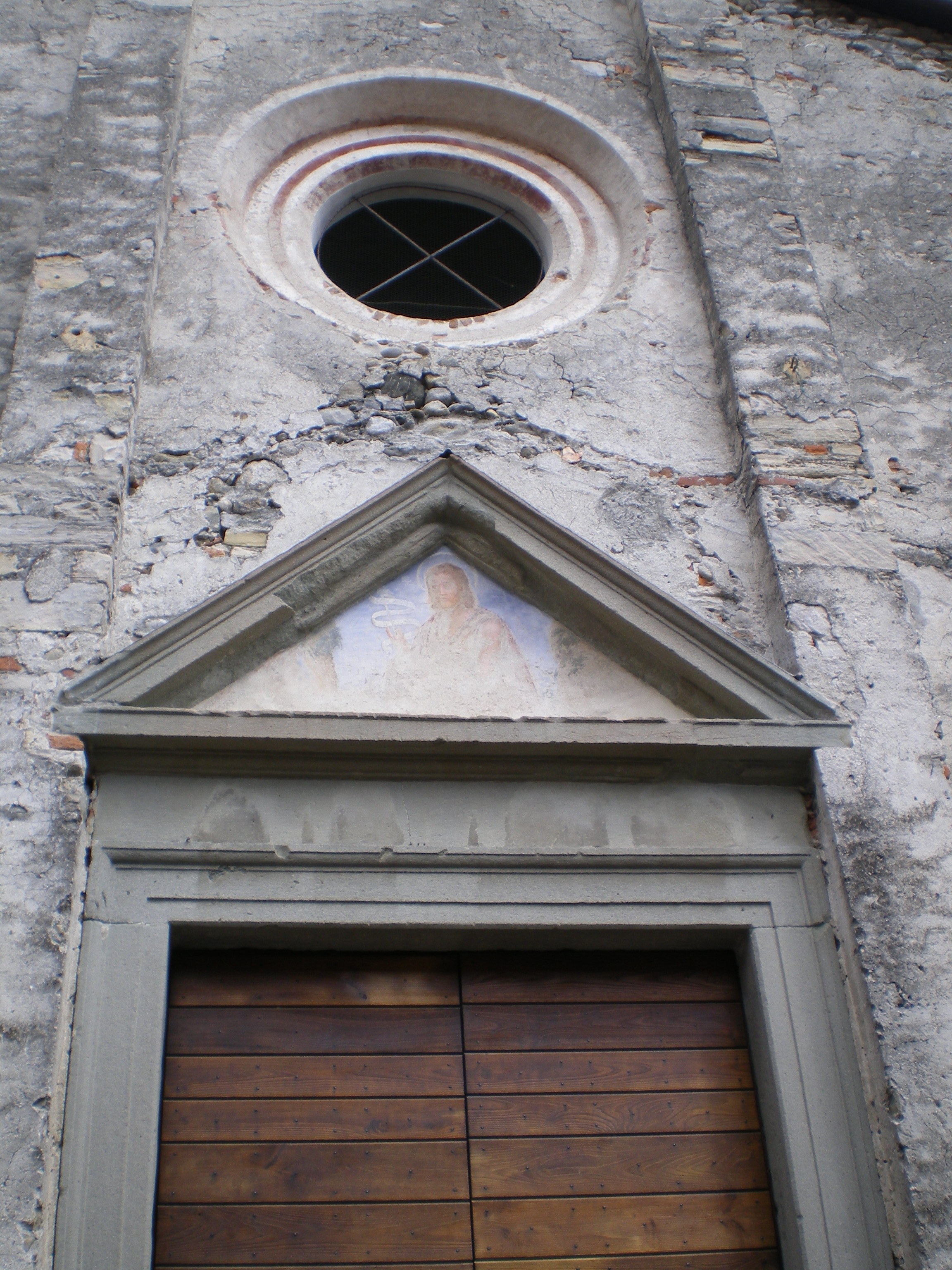
Lunetta sul portale della chiesa di San Giovanni Battista a Domaso.

### Architetture religiose
Per la storia della diffusione della fede cattolica e degli edifici sacri vedi anche
- Chiesa di San Bartolomeo - Ricostruzione barocca di una chiesa precedente[14] attestata nella pieve di Gravedona già al termine del XIII secolo[15].
- Chiesa di San Giovanni Battista - Chiesa sconsacrata della seconda metà del XV secolo, edificata nel luogo ove si trovava una precedente cappella dedicata a S. Caterina d'Alessandria, risalente probabilmente al XII secolo[16]. Ospita numerosi affreschi raffiguranti le scene di San Giovanni Battista. Ancora oggi la chiesa è un luogo molto apprezzato dai turisti.
- Chiesa di sant'Antonio Abate o chiesa dei frati chiamata così perché una volta c'era un convento. Costruita tra il 1624 e il 1646[17], la chiesa è appena stata ristrutturata. L'interno è formato da una navata singola, nella quale si innestano due cappelle laterali e un presbiterio rialzati[17]. Il pavimento a sinistra dell'ingresso ospita una lastra in pietra che nasconde una botola che conduce a un ossario interrato[17]. Il tetto, ricoperto in lastre di pietra della Valmalenco, è dotato di un piccolo campanile a vela[17].

### Architetture civili

#### Villa Camilla
Villa Camilla, realizzata nella prima metà del XVII secolo come dimora della famiglia Ghezzi, fu successivamente comprata e rielaborata per conto della famiglia di Filippo Antonio Calderara di Turano. Dopo essere stata ereditata da Vittoria Peluso (1806), la villa passò dapprima nelle mani dei Lampugnani (1837), poi in quelle degli inglesi Hill (1866) e, infine, in quelle di Giuseppe Sebregondi (1903), committente di alcune decorazioni, dell'ampliamento del giardino, e della ridenominazione della villa, dedicata alla consorte Camilla Barbiano di Belgioioso. Nel 1955, la villa fu donata dagli eredi Sebregondi all'amministrazione comunale, la cui sede si trova ancora oggi all'interno della villa. Gli interni sono decorati da affreschi, mentre nel giardino crescono oltre 120 tipi diversi di camelie.

#### Altro
Altra caratteristica interessante è la qualificazione decorativa delle facciate delle case lungo la via Regina, che sono ornate da affreschi votivi, portali in pietra e stemmi gentilizi, fatto che confermerebbe l'importanza della strada dal punto di vista commerciale, una via privilegiata per connettere il lago alla Svizzera.

## Società

### Evoluzione demografica
Demografia pre-unitaria
- 1751: 700 abitanti[6]
- 1771: 915 abitanti[22]
- 1805: 1 002 abitanti[8]
- 1809: 1 689 abitanti (dopo l'annessione di Vercana)[8]
- 1853: 1 398 abitanti[23]

Demografia post-unitaria Abitanti censiti

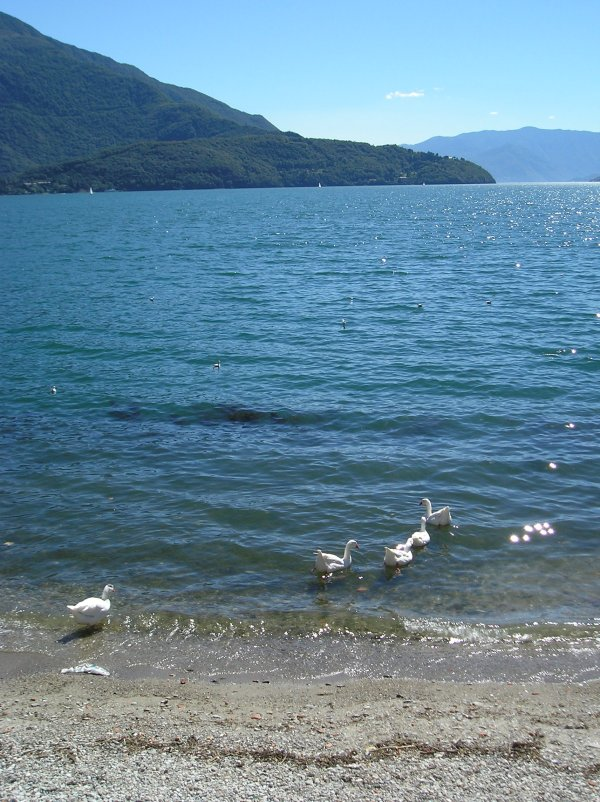
La penisola di Piona vista dalla spiaggia di Domaso

## Geografia antropica
Il comune è formato da un centro storico, in riva al lago, e due frazioni, Pozzolo e Gaggio. Il borgo antico si sviluppa lungo l'Antica Via Regina e presenta un impianto urbano caratterizzato da ripide viuzze che, dalle case a portico sul lago, attraverso archi e sottopassi, si inerpicano verso monte.

## Infrastrutture e trasporti
Domaso è servito da mezzi pubblici delle linee del TPL di Asf autolinee (linea C10 Como Colico) e in periodo scolastico anche la (linea C19 Pianello, Morbegno, Sondrio) che collega Pianello del Lario a Morbegno e una corsa prolungata fino a Sondrio e la stazione ferroviaria più vicina è Colico treni per Sondrio, Lecco, Milano, Chiavenna e Tirano. Però dispone di uno scalo per battelli e aliscafi, principalmente nella stagione estiva, ma anche in inverno.
La cittadina è anche attraversata dalla statale Regina (SS 340dir).

### Esplicative
1. ↑  Per il dialetto comasco, si utilizza l'ortografia ticinese, introdotta a partire dal 1969 dall'associazione culturale Famiglia Comasca nei vocabolari, nei documenti e nella produzione letteraria.

### Bibliografiche
1. 1 2   Bilancio demografico mensile anno 2024 (dati provvisori), su demo.istat.it, ISTAT.
2. ↑   Classificazione sismica (XLS), su rischi.protezionecivile.gov.it.
3. ↑   Tabella dei gradi/giorno dei Comuni italiani raggruppati per Regione e Provincia (PDF), in Legge 26 agosto 1993, n. 412, allegato A, Agenzia nazionale per le nuove tecnologie, l'energia e lo sviluppo economico sostenibile, 1º marzo 2011,  p. 151. URL consultato il 25 aprile 2012 (archiviato dall'url originale il 1º gennaio 2017).
4. ↑   AA. VV., Dizionario di toponomastica. Storia e significato dei nomi geografici italiani., Milano, Garzanti, 1996,  p. 252, ISBN 88-11-30500-4.
5. 1 2 3  TCI, Guida d'Italia [...], p. 333.
6. 1 2 3 4   Comune di Domaso, sec. XIV - 1757 – Istituzioni storiche – Lombardia Beni Culturali, su lombardiabeniculturali.it. URL consultato il 3 maggio 2020.
7. ↑  Cazzorla, Francesco, Governatore Luigi de Unzaga (1717-1793), Precursore nella nascita degli Stati Uniti e del liberalismo, Fundación/Ayuntamiento, Málaga, 2019, pp. 6-23.
8. 1 2 3   Comune di Domaso, 1798 - 1815 – Istituzioni storiche – Lombardia Beni Culturali, su lombardiabeniculturali.it. URL consultato il 3 maggio 2020.
9. ↑   Comune di Vercana, 1798 - 1815 – Istituzioni storiche – Lombardia Beni Culturali, su lombardiabeniculturali.it. URL consultato il 3 maggio 2020.
10. ↑   Comune di Vercana, 1816 - 1859 – Istituzioni storiche – Lombardia Beni Culturali, su lombardiabeniculturali.it. URL consultato il 3 maggio 2020.
11. ↑   Comune di Domaso, 1859 - [1971] – Istituzioni storiche – Lombardia Beni Culturali, su lombardiabeniculturali.it. URL consultato il 3 maggio 2020.
12. ↑   Domaso, su Stemmi dei Comuni della Provincia di Como.
13. ↑  Caprioli et alii, 1986, 59, 79, 109, 117, 183, 185, 243.
14. ↑   Chiesa di S. Bartolomeo - complesso, Piazza Chiesa - Domaso (CO) – Architetture – Lombardia Beni Culturali, su lombardiabeniculturali.it. URL consultato il 2 maggio 2020.
15. ↑   Parrocchia di San Bartolomeo, sec. XVI - [1989] – Istituzioni storiche – Lombardia Beni Culturali, su lombardiabeniculturali.it. URL consultato il 3 maggio 2020.
16. ↑   Chiesa di S. Giovanni Battista - complesso, Via San Giovanni - Domaso (CO) – Architetture – Lombardia Beni Culturali, su lombardiabeniculturali.it. URL consultato il 2 maggio 2020.
17. 1 2 3 4   Chiesa di S. Antonio, Piazza Trento - Domaso (CO) – Architetture – Lombardia Beni Culturali, su lombardiabeniculturali.it. URL consultato il 2 maggio 2020.
18. 1 2 3 4 5 6 7   Villa Camilla - complesso, Corso Garibaldi, 69 - Domaso (CO) – Architetture – Lombardia Beni Culturali, su lombardiabeniculturali.it. URL consultato il 2 maggio 2020.
19. 1 2 3 4  Trabella, cap. 34.
20. ↑  Belloni et al., p. 247.
21. ↑  TCI, Le province di Como e Lecco [...], p. 88.
22. ↑   Comune di Domaso, 1757 - 1797 – Istituzioni storiche – Lombardia Beni Culturali, su lombardiabeniculturali.it. URL consultato il 3 maggio 2020.
23. ↑   Comune di Domaso, 1816 - 1859 – Istituzioni storiche – Lombardia Beni Culturali, su lombardiabeniculturali.it. URL consultato il 3 maggio 2020.